# Korzyść (obwód rówieński)
Korzyść (ukr. Користь, Koryst') – wieś na Ukrainie, w obwodzie rówieńskim, w rejon koreckim. W 2001 roku wieś zamieszkiwało 1356 osób.
W okresie międzywojennym wieś znajdowała się w granicach II RP, wchodząc w skład gminy korzec, w powiecie rówieńskim, w województwie wołyńskim.